# Gare d'Ainay-le-Vieil
La gare d'Ainay-le-Vieil est une gare ferroviaire française fermée de la ligne de Bourges à Miécaze, située sur le territoire de la commune d'Ainay-le-Vieil, dans le département du Cher, en région Centre-Val de Loire.

## Situation ferroviaire
Établie à 166 mètres d'altitude, la gare fermée d'Ainay-le-Vieil est située au point kilométrique (PK) 287,675 de la ligne de Bourges à Miécaze entre les gares ouvertes de Saint-Amand-Montrond - Orval et d'Urçay.

## Histoire
La station d'Ainay-le-Vieil est mise en service le 9 décembre 1861 par la Compagnie du chemin de fer de Paris à Orléans (PO), lorsqu'elle ouvre à l'exploitation sa ligne de Bourges à Montluçon.

## Patrimoine ferroviaire
L'ancien bâtiment voyageurs et l'ancienne halle à marchandises.